# دابلیو. اچ. بسانت
دابلیو. اچ. بسانت (انگلیسی: W. H. Besant؛ ۱ نوامبر ۱۸۲۸ – ۲ ژوئن ۱۹۱۷) دانشمند در زمینه ریاضیات اهل بریتانیا بود. وی برادر رمان‌نویس والتر بسانت بود.
ویلیام هنری همچنین برندهٔ جوایزی همچون همکار انجمن سلطنتی شده‌است.